# Nieuw Gerechtsgebouw (Kortrijk)

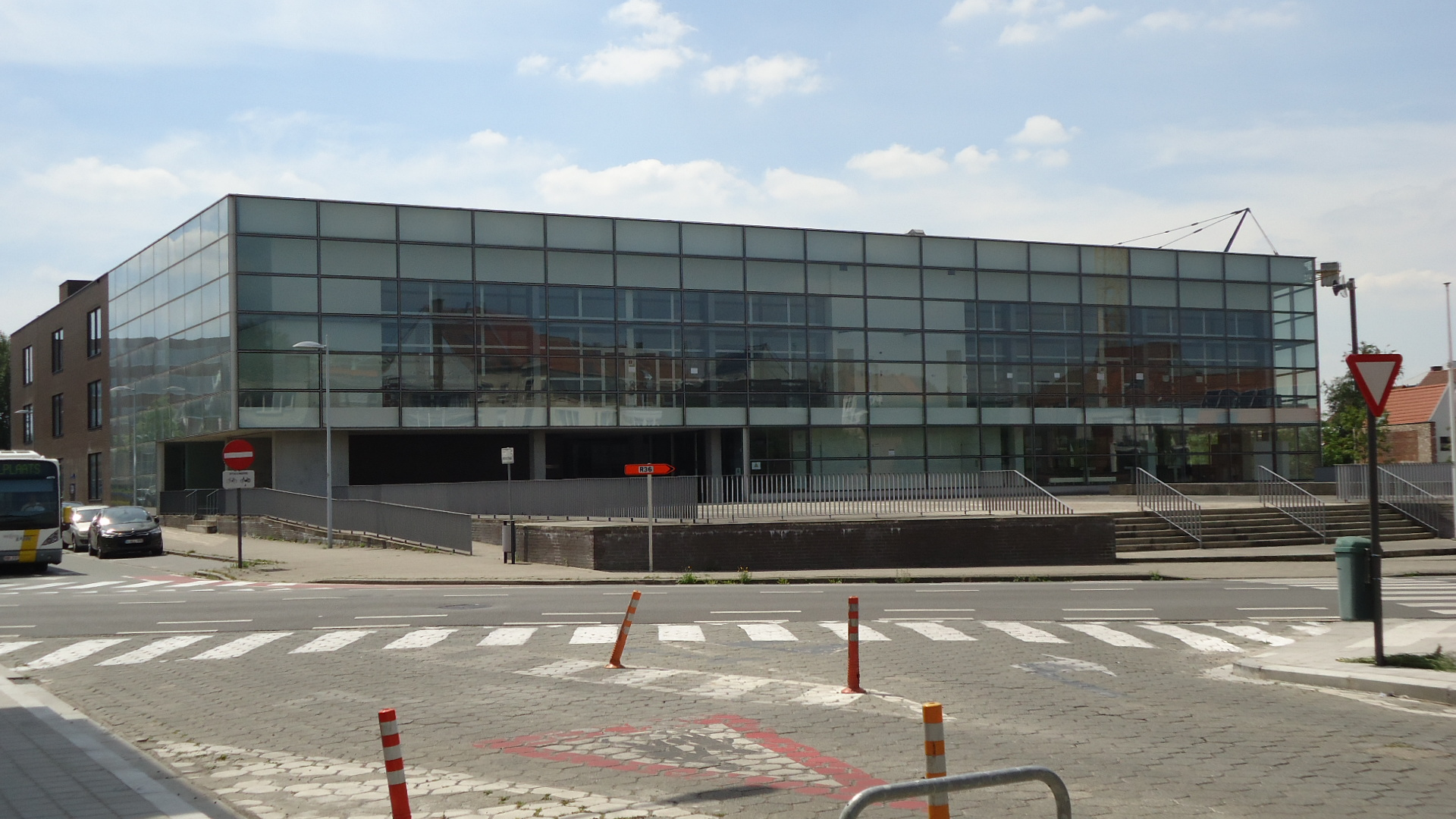
Het nieuwe gerechtsgebouw van Kortrijk (2020).

Het nieuw gerechtsgebouw van Kortrijk is een gebouw in de Belgische stad Kortrijk. Het is gelegen aan de Beheerstraat en huisvest de vredegerechten van de twee Kortrijkse gerechtelijke kantons, de politierechtbank West-Vlaanderen afdeling Kortrijk, de arbeidsrechtbank Gent afdeling Kortrijk en de ondernemingsrechtbank Gent afdeling Kortrijk.

## Geschiedenis
Het nieuwe, moderne gerechtsgebouw van Kortrijk opende in 2002. Architecten van de nieuwbouw waren Stéphane Beel en Alain Bossuyt. De kostprijs van het gebouw bedroeg 16 miljoen euro. Verschillende gerechtelijke diensten werden van het oud gerechtsgebouw aan de Burgemeester Nolfstraat 10a naar het nieuw gerechtsgebouw overgebracht. Enkel de Kortrijkse afdeling van de rechtbank van eerste aanleg West-Vlaanderen bleef in het oud gerechtsgebouw zitting houden. Het was het eerste van een reeks nieuwe gerechtsgebouwen ontworpen na de zaak-Dutroux. Bij de opening klaagden buurtbewoners de inkijk vanuit het gebouw aan en werknemers van Justitie de warmte die een gevolg van de grote glasramen was. In 2021 werd de staat van het gebouw aangeklaagd. Er zijn scheuren in het beton, ramen die niet meer open kunnen, deuren die slepen en problemen met het koelsysteem.